# Riverside Park (Manhattan)

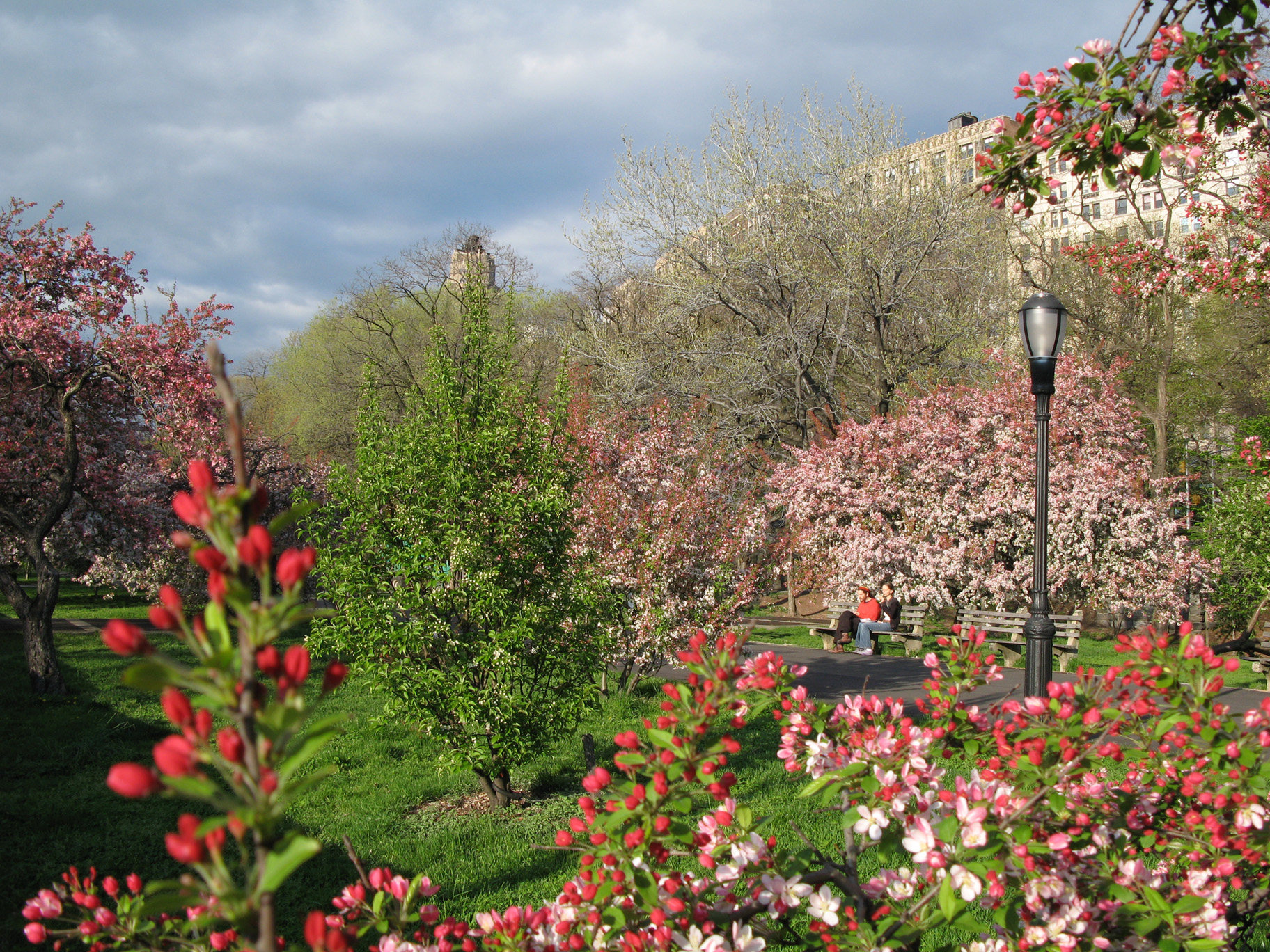
Lente in Riverside Park

Riverside Park is een park in de wijk Washington Heights in de Upper West Side van Manhattan, New York en wordt bijgehouden door de New York City Department of Parks and Recreation. Het park met een oppervlakte van 108 ha bestaat uit een meer dan 6 km lange strook land tussen de rivier de Hudson en Riverside Drive.

## Recreatie
Het park wordt bezocht door lokale inwoners en toeristen van alle leeftijden. Er is een pad waar je kan fietsen en rolschaatsen; het leidt van 125th Street tot 72nd Street. Gedurende de lente en de zomer is er ook gratis kajakverhuur in de weekenden, wanneer het weer het toelaat.